# West Buckland (Devon)
West Buckland – wieś w Anglii, w hrabstwie Devon, w dystrykcie North Devon. Leży 47 km na północny zachód od miasta Exeter i 269 km na zachód od Londynu. West Buckland jest wspomniana w Domesday Book (1086) jako Bocheland/Bochelanda/Bochelant.